# Liste der Bodendenkmäler in Schnelldorf
Auf dieser Seite sind die Bodendenkmäler in der mittelfränkischen Gemeinde Schnelldorf zusammengestellt. Diese Tabelle ist eine Teilliste der Liste der Bodendenkmäler in Bayern. Grundlage ist die Bayerische Denkmalliste, die auf Basis des Bayerischen Denkmalschutzgesetzes vom 1. Oktober 1973 erstmals erstellt wurde und seither durch das Bayerische Landesamt für Denkmalpflege geführt wird. Die folgenden Angaben ersetzen nicht die rechtsverbindliche Auskunft der Denkmalschutzbehörde.

## Bodendenkmäler der Gemeinde Schnelldorf

### Bodendenkmäler in der Gemarkung Gailroth
| Lage                | Objekt                 | Akten-Nr.     | Bild |
| ------------------- | ---------------------- | ------------- | ---- |
| Gailroth (Standort) | Rothenburger Landhege. | D-5-6726-0028 |      |

### Bodendenkmäler in der Gemarkung Haundorf
| Lage                | Objekt | Akten-Nr.     | Bild |
| ------------------- | --- | ------------- | ---- |
| Haundorf (Standort) | Mittelalterlicher Turmhügel.                                                                                     | D-5-6827-0034 |      |
| Haundorf (Standort) | Mittelalterliche und frühneuzeitliche Befunde im Bereich der Evangelisch-Lutherischen Kirche Hl. Dreifaltigkeit. | D-5-6827-0078 |      |

### Bodendenkmäler in der Gemarkung Oberampfrach
| Lage                    | Objekt | Akten-Nr.     | Bild |
| ----------------------- | --- | ------------- | ---- |
| Oberampfrach (Standort) | Mittelalterliche und frühneuzeitliche Befunde im Bereich der Evangelisch-Lutherischen Pfarrkirche St. Georg. Siehe auch: St. Georg (Oberampfrach) | D-5-6727-0075 |      |
| Oberampfrach (Standort) | Kapellenstandort des Mittelalters und der frühen Neuzeit.                                                                                         | D-5-6827-0076 |      |

### Bodendenkmäler in der Gemarkung Unterampfrach
| Lage                     | Objekt | Akten-Nr.     | Bild |
| ------------------------ | --- | ------------- | ---- |
| Unterampfrach (Standort) | Burgstall des Mittelalters. Siehe auch: Burgstall Unterampfrach                                                  | D-5-6827-0035 |      |
| Unterampfrach (Standort) | Mittelalterliche und frühneuzeitliche Befunde im Bereich der Evangelisch-Lutherischen Pfarrkirche St. Sebastian. | D-5-6827-0080 |      |

### Bodendenkmäler in der Gemarkung Wettringen
| Lage                  | Objekt                 | Akten-Nr.     | Bild |
| --------------------- | ---------------------- | ------------- | ---- |
| Wettringen (Standort) | Rothenburger Landhege. | D-5-6726-0027 |      |

### Bodendenkmäler in der Gemarkung Wildenholz
| Lage                  | Objekt | Akten-Nr.     | Bild |
| --------------------- | --- | ------------- | ---- |
| Wildenholz (Standort) | Burgstall des Mittelalters (Schlossgraben). | D-5-6727-0056 |      |
| Wildenholz (Standort) | Wallgrabenwerk des Mittelalters oder der frühen Neuzeit. | D-5-6727-0057 |      |
| Wildenholz (Standort) | Siedlung des Neolithikums. | D-5-6727-0059 |      |
| Wildenholz (Standort) | Mittelalterliche und frühneuzeitliche Befunde im Bereich der Evangelisch-Lutherischen Pfarrkirche St. Jacobus in Wildenholz und ihrer Vorgängerbauten, einschließlich umfriedetem Kirchhof mit Körpergräbern. | D-5-6727-0074 |      |